# Rodwell Ndlovu
Rodwell Leroy Ndlovu (* 4. März 1991) ist ein simbabwischer Sprinter.

## Sportliche Laufbahn
Erste internationale Erfahrungen sammelte Rodwell Ndlovu 2014 bei den Afrikameisterschaften in Marrakesch, bei denen er im 200-Meter-Lauf bis in das Halbfinale gelangte, in dem er mit 21,87 s ausschied. Im Jahr darauf nahm er erstmals an den Afrikaspielen in Brazzaville teil und schied dort über 200 Meter mit 21,81 s in der ersten Runde aus, während er im 400-Meter-Lauf bis in das Halbfinale gelangte und dort mit 46,04 s ausschied. 2018 gelangte er bei den Afrikameisterschaften in Asaba über 400 Meter ebenfalls bis in das Finale und schied dort mit 47,94 s aus. Zudem kam er in der simbabwischen 4-mal-100-Meter-Staffel zumindest im Vorlauf zum Einsatz und erreichte dort das Finale. Im Jahr darauf nahm er erneut an den Afrikaspielen in Rabat teil, scheiterte diesmal über 400 Meter mit 49,05 s in der ersten Runde. In der 4-mal-100-Meter-Staffel kam er im Vorlauf zum Einsatz und mit der 4-mal-400-Meter-Staffel belegte er in 3:12,41 min den achten Platz. Bei den World Athletics Relays 2021 im polnischen Chorzów verpasste er in 40,54 s den Finaleinzug in der 4-mal-100-Meter-Staffel.
2013 wurde Ndlovu simbabwischer Meister im 400-Meter-Lauf.

## Bestleistungen
- 200 Meter: 21,40 s (+0,2 m/s), 26. April 2014 in Pretoria
- 400 Meter: 46,04 s, 14. September 2015 in Brazzaville